# Alstroemeria garaventae
Alstroemeria garaventae es una especie fanerógama, herbácea, perenne y rizomatosa perteneciente a la familia de las alstroemeriáceas. Se halla distribuida en el centro de Chile.

## Taxonomía
Alstroemeria garaventae fue descrita por  Ehrentraut Bayer, y publicado en Gatt. Alstr. Chile 60. 1986[1987].
Etimología
Alstroemeria: nombre genérico que fue nombrado en honor del botánico sueco barón Clas Alströmer (Claus von Alstroemer) por su amigo Carlos Linneo.
garaventae: epíteto